# Ernst Strasser

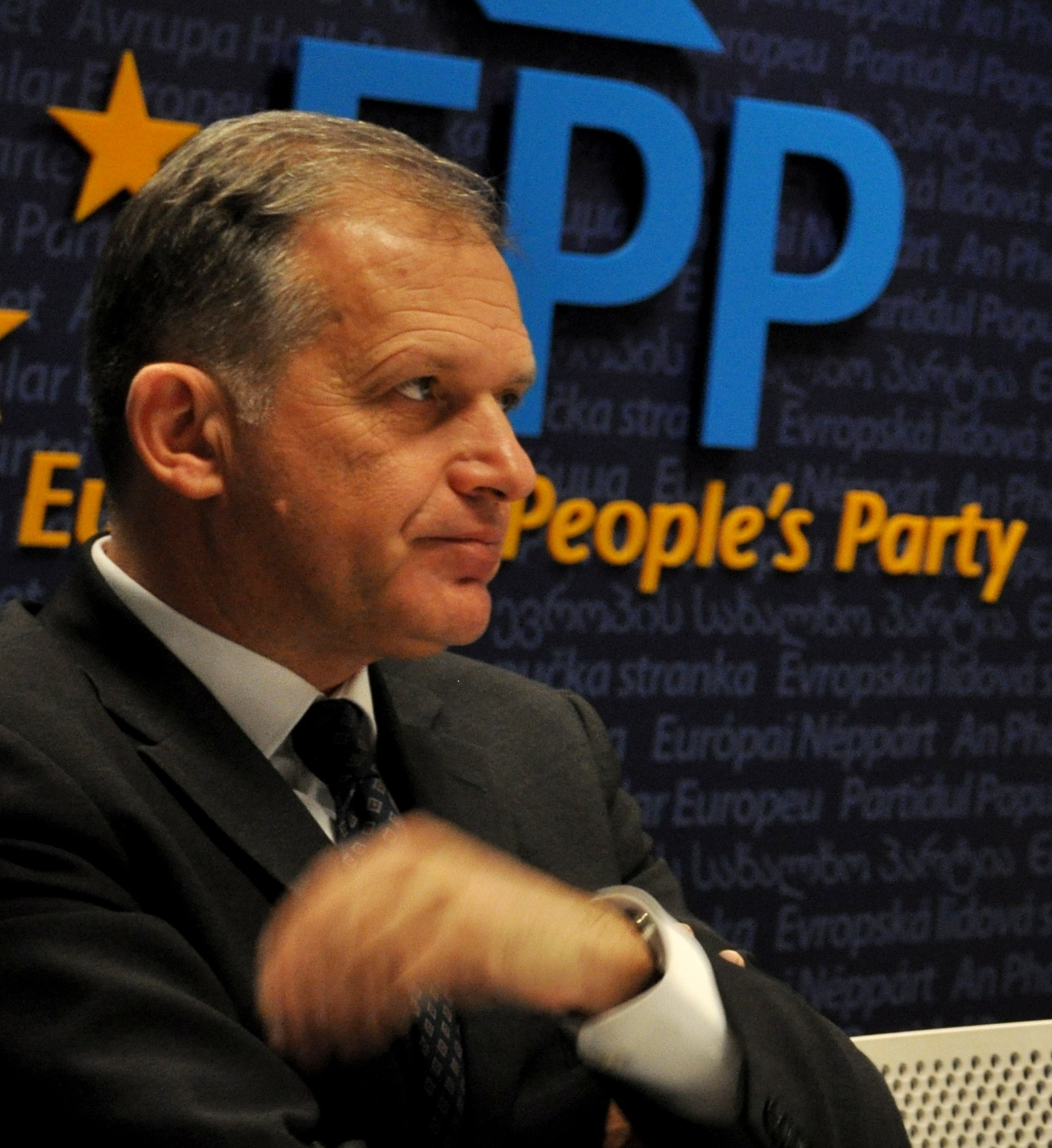
Ernst Strasser in 2011

Ernst Strasser (Grieskirchen, 29 april 1956) is een Oostenrijks politicus voor de Österreichische Volkspartei (ÖVP). Hij was van februari 2000 tot december 2004 minister van Binnenlandse Zaken in de kabinetten-Schüssel I en II, en van 2009 tot 2011 lid van het Europees Parlement.
Strasser leidde zijn partij bij de verkiezingen voor het Europees Parlement in 2009. In maart 2011 trad hij terug als parlementslid, nadat de Britse krant de Sunday Times bekendmaakte dat Strasser bedragen tot 100.000 euro had willen aanvaarden in ruil voor het indienen van wetswijzigingen ten aanzien van de regulering van banken. De krant kwam met het nieuws na een sting-operatie, waarbij uitspraken van Strasser op video werden opgenomen. Volgens het dagblad probeerden ook andere politici, Adrian Severin en Zoran Thaler, in ruil voor geld wetgeving te beïnvloeden. Strasser werd in 2013 in eerste aanleg veroordeeld tot vier jaar gevangenisstraf, in 2014 door het Oberster Gerichtshof teruggebracht tot drie jaar. In mei 2015 mocht hij de gevangenis met een elektronische enkelband verlaten. Deze werd in september 2016 verwijderd.
Strasser heeft verschillende bedrijven, waaronder het eenmansbedrijf Consulting, Coaching & Educating-Gesmb', dat aandelen heeft in andere ondernemingen. Hij is president van de Österreichisch-Russische Freundschaftsgesellschaft en heeft verschillende onderscheidingen gekregen, waaronder het Großkreuz des Gregoriusorden (2002) en het Großes Goldenes Ehrenzeichen am Bande für Verdienste um die Republik Österreich (2003).